# Драма зі старовинного життя
«Драма зі старовинного життя» (рос. «Драма из старинной жизни») — російський радянський художній фільм з шести частин за оповіданням Миколи Лєскова «Тупейний художник».

## Зміст
Історія нелегкого кохання перукаря при одному з дворян та акторки із кріпаків. Вони полюбили один одного щирим коханням. Та презирливе ставлення до простолюду того часу і свавілля їхніх господарів не дає їм бути разом. Тоді молоді люди зважуються на втечу, яка, втім, не завершиться вдало.

## Ролі
- Анатолій Єгоров — Аркашка, кріпак перукар
- Олена Соловей — Люба, кріпосна актриса
- Євген Перов — граф Каменський
- Віктор Іллічов — Афанаска
- Софія Павлова — Дросида
- Роман Філіппов — Прохор, двірник
- Фелікс Антипов — поп
- Людмила Ариніна — мамушка
- Олександр Афанасьєв — кріпак актор
- Олександр Дем'яненко — юродивий
- Іван Мокієв
- Георгій Тейх
- Олександр Хлопотов — граф Каменський-молодший
- Расми Джабраїлов — Храпошка, графський арапник і соглядатай
- Пантелеймон Кримов — режисер дворового театру
- В'ячеслав Васильєв — кат
- Петро Меркур'єв — епізод

## Знімальна група
- Автори сценарію: Ілля Авербах, Володимир Бєляєв (за оповіданням Миколи Лєскова «Тупейний художник»)
- Режисер-постановник: Ілля Авербах
- Оператор-постановник: Дмитро Месхієв
- Художники-постановники: Євген Еней, Марина Азізян
- Композитор: Олег Каравайчук
- Звук: Михайло Лазарєв